# إيف ميشو (فيلسوف)
إيف ميشو (بالفرنسية: Yves Michaud)‏ هو فيلسوف فرنسي، ولد في 11 يوليو 1944 في ليون في فرنسا.